# Power quality
Le Power Quality n'a pas de traduction fixe en français. On parle indifféremment de qualité de l’énergie, de l'onde, du courant, de la tension ou de l'électricité. Mais dans le milieu technique le terme Power Quality sera aussi utilisé ainsi que sa forme abrégée PQ.
Au sens large, le Power Quality est un ensemble de limite qui permet au système électrique de fonctionner sans provoquer de pertes de performances ou de dégâts matériels. Ce terme est utilisé pour décrire l’énergie qui alimente les charges et la capacité de la charge de fonctionner normalement avec cette énergie. À défaut d’une alimentation électrique adéquate, un appareil électrique peut avoir des dysfonctionnements, des dégâts ou/et peut ne pas fonctionner du tout. L’électricité peut être de mauvaise qualité selon différents critères et selon différentes raisons.
L’industrie de l’énergie électrique est composée d’une partie production, transmission et distribution. La complexité de transmettre l’électricité d’un point de production à un point de consommation associé, avec les aléas du temps, de l'adéquation fourniture / demande, et d’autres facteurs, fournissent beaucoup d’occasions pour que la qualité de l’électricité soit compromise.

## Introduction
Il est important de comprendre que le Power Quality est un problème de compatibilité : L’équipement connecté au réseau est il compatible avec les évènements apparaissant sur celui-ci ? L’énergie délivrée par le réseau, en prenant compte des incidents pouvant avoir lieu, est-elle compatible avec l’équipement qui est connecté ? Les problèmes de compatibilité ont toujours au moins deux solutions : améliorer la qualité de l’énergie fournie ou renforcer l’équipement.
Idéalement le courant est sous forme sinusoïdale, avec une amplitude et une fréquence donnée par les normes nationales (dans le cas de l’électricité domestique) ou un cahier des charges (dans le cas d’un consommateur non rattaché au réseau domestique) avec une impédance de zéro ohms à toutes les fréquences.
En pratique, ce n’est jamais le cas. Parmi de nombreuses caractéristiques, on peut identifier plusieurs types courants de baisse de qualité de l’électricité :
- Les variations dans la valeur de crête (amplitude) ou de la valeur efficace de tension sont tous les deux importants pour différents types d’équipements.
- Quand la valeur efficace de la tension dépasse la valeur nominale de 10 à 80 % pendant 0,5 cycle à 1 minute, l’incident est appelé une surtension temporaire.
- Un creux de tension est la situation opposée : la valeur efficace est en dessous de la valeur nominale de 10 à 90 % pour une durée de 0,5 cycle à 1 minute.
- Les variations aléatoires et répétitives de la valeur efficace entre 90 et 100 % de la valeur nominale peuvent produire un phénomène appelé fluctuation lente de la tension ou papillottement lié au phénomène lumineux qu’il génère sur une ampoule.

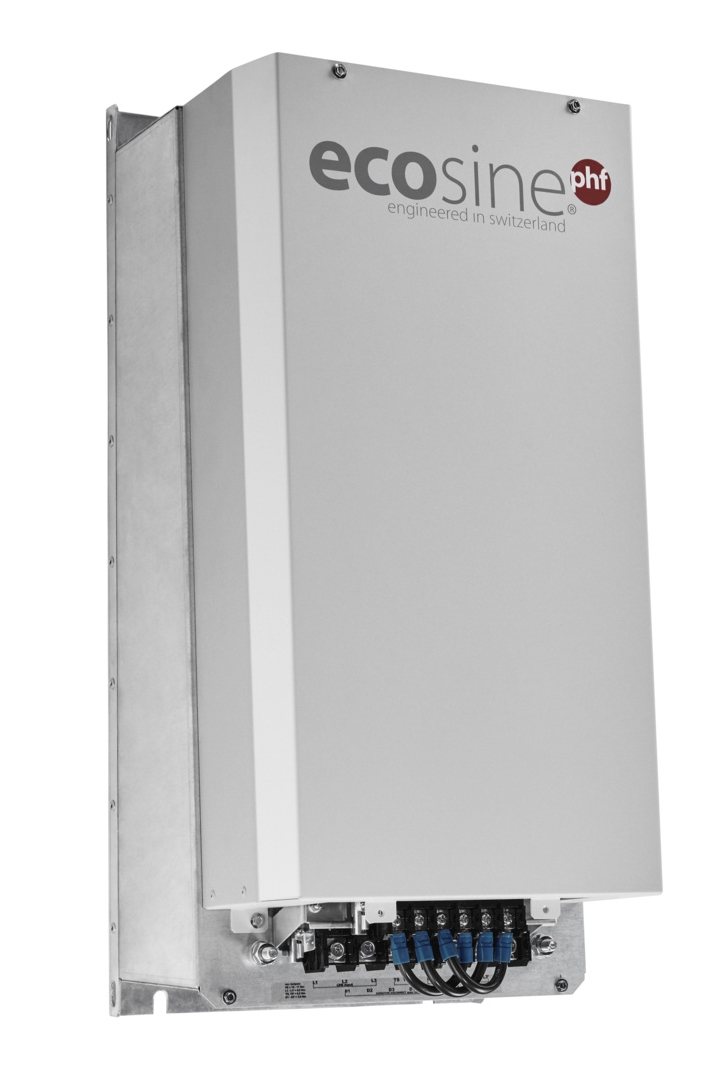
Passive Harmonic Filter

- Passive Harmonic FilterDe brefs pics de tension, appelés tensions de choc (progressive) ou bien surtensions de manœuvre ou surtensions de foudre selon l’origine de ce pic (déconnexion d’une grosse charge inductive ou foudre).
- Un phénomène de sous-tension apparait quand la tension est en dessous de 90 % de la tension minimale pendant plus d’une minute. Visuellement, on peut se rendre compte que l’éclairage est réduit.
- Une surtension apparait quand la valeur efficace est à plus de 110 % de la valeur nominale pendant plus d’une minute.
- Variations de la fréquence
- Variations de la forme de l’onde, généralement décrit par les harmoniques

Chacun de ces problèmes de qualité a une origine différente. Certains sont le résultat d’infrastructure partagée. Par exemple, un défaut sur un réseau peut provoquer une creux de tension qui affectera certains clients (et plus grave est le défaut, plus le nombre de clients affectés sera important), ou un problème sur le site d’un client peut provoquer un transitoire qui affectera tous les autres clients sur le même sous-système. D’autres problèmes, tels que les harmoniques, peuvent se présenter à l’intérieur de l’installation du client  et se propager dans tout le réseau. Les problèmes d’harmoniques peuvent se résoudre avec une bonne conception et des équipements qui réduisent ces effets.

## Amélioration de la qualité
Il y a différents moyens d’augmenter ou d’assurer la qualité de l’électricité.
Une alimentation sans interruption peut être utilisée pour se déconnecter du réseau domestique en cas d’un effet de transitoire. Cependant les alimentations sans interruption bon marché génèrent elles-mêmes des perturbations sur le réseau électrique.
Un parasurtenseur ou un parafoudre ou plus simplement un condensateur ou une varistance peut protéger contre la plupart des surtensions, alors qu’un paratonnerre protège contre les coups de foudre directs.
Des filtres électroniques permettent de réduire les courants harmoniques.